# Epione purpureomarginata
Epione purpureomarginata là một loài bướm đêm trong họ Geometridae.